# Port lotniczy Formosa
Port lotniczy Formosa – port lotniczy położony 7 km na południe od centrum Formosy, w prowincji Formosa, w północnej Argentynie.

## Linie lotnicze i połączenia
- Aerolíneas Argentinas (Buenos Aires-Jorge Newbery)